# Tokyo Woes

Tokyo Woes est un cartoon de la série Mr. Hook réalisé par Bob Clampett et sorti en 1945.